# Episodi di NYC 22
La prima ed unica stagione della serie televisiva NYC 22 è stata trasmessa sul canale statunitense CBS dal 15 aprile all'11 agosto 2012.
In Italia è trasmessa dall'8 marzo 2013 su Rai 2 con un ordine casuale degli episodi e in modo discontinuo. La serie è stata replicata da Rai 4 dal 15 aprile 2015 al 1º maggio 2015, trasmettendo gli episodi nel giusto ordine.
| nº | Titolo originale     | Titolo italiano              | Prima TV USA   | Prima TV Italia |
| -- | -------------------- | ---------------------------- | -------------- | --------------- |
| 1  | Pilot                | Il collaudo                  | 15 aprile 2012 | 8 marzo 2013    |
| 2  | Firebomb             | Bomba incendiaria            | 22 aprile 2012 | 14 luglio 2013  |
| 3  | Thugs and Lovers     | Sicari e amanti              | 29 aprile 2012 | 4 agosto 2013   |
| 4  | Lost and Found       | Oggetti smarriti             | 6 maggio 2012  | 25 maggio 2013  |
| 5  | Self Cleaning Oven   | Conto in sospeso             | 7 luglio 2012  | 11 agosto 2013  |
| 6  | Crossing the Rubicon | Sabato di sangue             | 7 luglio 2012  | 8 giugno 2013   |
| 7  | Block Party          | Festa di quartiere           | 14 luglio 2012 | 21 luglio 2013  |
| 8  | Schooled             | Una questione personale      | 14 luglio 2012 | 15 giugno 2013  |
| 9  | Playing God          | Vittime delle circostanze    | 21 luglio 2012 | 24 marzo 2013   |
| 10 | Jumpers              | Senso di colpa               | 28 luglio 2012 | 28 luglio 2013  |
| 11 | Ransom               | Riscatto                     | 4 agosto 2012  | 23 marzo 2013   |
| 12 | Samaritans           | Giorno di gloria per Lazarus | 4 agosto 2012  | 1º giugno 2013  |
| 13 | Turf War             | Lotta di quartiere           | 11 agosto 2012 | 18 agosto 2013  |